# Eurepa noarana
Eurepa noarana är en insektsart som beskrevs av Otte, D. och R.D. Alexander 1983. Eurepa noarana ingår i släktet Eurepa och familjen syrsor. Inga underarter finns listade i Catalogue of Life.